# John Swank
John Swank, död 1873, var en amerikansk väckelsepredikant.
John och brodern Jacob Swank började sina karriärer inom United Brethren som de kom att lämna för att istället ansluta sig en grupp bröder ledda av John Wenger. Dessa hade på 1830-talet lämnat de så kallade River Brethren från vilka man ärvt doppraxisen att enbart döpa människor som stod på knä, genom trefaldig framstupa nedsänkning.
När Wenger dog 1851 kom det att uppstå spänningar inom rörelsen. Swank kom vid samma tid, under en resa i Pennsylvania,  i kontakt med den kontroversielle predikanten George Shoemaker som lämnade Fraternity of German Baptists  och anslöt sig till Swank.
Dessa båda kom snart att stå i opposition till John "Johnnie" Wenger Jr som tagit över ledningen av kyrkan efter sin far. Swank ifrågasatte bland annat rörelsens doppraxis. Han ville även flitigare använda sig av botbänkar och långa väckelsekampanjer. Swank förespråkade att man skulle anta nedskrivna levnadsregler för den enskilde och församlingens liv och lade vid rörelsens konferens 1860 fram ett förslag till sådant regelverk. Wenger Jr motsatte sig detta och ansåg att Bibeln borde räcka som rättesnöre. Mötet gick på den senares linje vilket ledde till en splittring av rörelsen.
I maj 1861 samlade bröderna Swank och Shoemaker sina anhängare till generalkonferens i Crooked Creek Church i Armstrong County, Pennsylvania. Där antog man stadgar för en ny rörelse. Nu fanns det tre rörelser som kallade sig själva för Brethren in Christ Church: de ursprungliga River Brethren, Wengers och Swanks anhängare. För att skilja dem åt kom gemene man att namnge de sistnämnda (som båda hade sitt huvudkvarter i Montgomery County, Ohio) efter sina grundare; Wengerites och Swankites.
Under amerikanska inbördeskriget hade man några svåra år men swankiterna överlevde och samlades åter i Ohio, i oktober 1865. Där beslutade man att anta ett antal trosartiklar (vilket var den utlösande orsaken till att man bildats). I dessa slog man fast att enbart dop genom nedsänkning en gång baklänges (i likhet med de flesta baptistkyrkor) skulle praktiseras, liksom nattvard, fottvagning och heliga kyssar (som ett arv från föregångarna och deras anabaptistiska rötter). Saker som inte tilläts var slaveri, medlemskap av hemliga ordnar, alkoholhaltiga drycker, prålig klädsel, teaterbesök och andra världsliga nöjen.
George Shoemaker hade publicerat en psalmbok och en tid också utgett en tidskrift "Millennial Harbinger". Hans död 1867 var ett stort avbräck för rörelsen och när John Swank dog 1873 fanns ingen som fullt ut kunde axla hans mantel. Flera unga pastorer lämnade rörelsen som slutligen tio år senare gick ihop med Evangelical United Mennonites och bildade Mennonite Brethren in Christ. Swankiterna hade vid samgåendet 250 medlemmar i elva församlingar och tio pastorer.